# Infantile Amnesie
Infantile Amnesie bezeichnet das Phänomen, dass Menschen keine oder nur sehr vage Erinnerungen an die frühen Jahre ihrer Kindheit (insbesondere vor dem 2. Lebensjahr) haben. Dieses Phänomen tritt bei fast allen Erwachsenen auf, obwohl es individuelle Unterschiede in Bezug auf den Zeitpunkt des Endes der infantilen Amnesie und die Häufigkeit von Erinnerungen an frühe Kindheit gibt. Es gibt mehrere Theorien und Erklärungsansätze, die sich mit den zugrunde liegenden Ursachen dieses Phänomens befassen, insbesondere im Hinblick auf die Entwicklung des Gedächtnisses und die Rolle des Hippocampus.
Im Alter von etwa 5 bis 6 Jahren wird allgemein angenommen, dass sich das autobiografische Gedächtnis stabilisiert und in seiner Funktionalität mit dem von Erwachsenen vergleichbar wird. In dieser Entwicklungsphase sind Kinder in der Lage, ihre eigenen Erfahrungen und Erlebnisse in einer kohärenten und strukturierten Weise zu speichern und abzurufen. Dies steht im Zusammenhang mit der Reifung kognitiver Fähigkeiten, die es ihnen ermöglichen, Ereignisse nicht nur als isolierte Erlebnisse wahrzunehmen, sondern sie in einen narrativen Kontext zu integrieren.

## Mögliche Gründe
Die Ursachen für die infantile Amnesie sind vielschichtig und hängen von der jeweiligen theoretischen Perspektive ab. Zu den zentralen Erklärungsansätzen zählen die kognitive und strukturelle Unreife des Gehirns, die in den frühen Lebensjahren eine entscheidende Rolle spielt. Diese Unreife betrifft insbesondere die Entwicklung von Hirnstrukturen, die für die Bildung und den Abruf von Erinnerungen verantwortlich sind, und beeinflusst maßgeblich, wie Erlebnisse in der frühen Kindheit enkodiert und später abgerufen werden können.

### Kognitive und strukturelle Unreife des Gehirns
Ein zentraler Faktor für die infantile Amnesie ist die noch nicht vollständig ausgereifte Hirnstruktur, insbesondere des Hippocampus und anderer limbisch-dienzephalischer Strukturen, die für die Bildung und den Abruf von episodischen Erinnerungen zuständig sind. Bei der Geburt sind diese Gehirnstrukturen noch nicht voll entwickelt. Der Hippocampus, eine Region im Gehirn, die für das Speichern und Abrufen von Erinnerungen notwendig ist, entwickelt sich kontinuierlich und erreicht erst im Alter von etwa zwei bis drei Jahren seine volle Funktionalität. Diese neuronale Reifung spielt eine entscheidende Rolle dabei, warum Erinnerungen aus den ersten Lebensjahren meist nicht gespeichert oder nur schwer abgerufen werden können.
Darüber hinaus entwickelt sich der neokortikale Bereich, insbesondere der inferotemporale Kortex, der für die langfristige Speicherung von Erinnerungen wichtig ist, erst später, was die Entstehung stabiler und abrufbarer Erinnerungen aus dieser Zeit weiter erschwert. Diese neurobiologischen Faktoren machen es schwierig, episodische Erinnerungen aus den ersten Lebensjahren langfristig zu speichern, da die notwendigen Strukturen zur Erinnerung noch nicht vollständig ausgebildet sind.

### Enkodierung und die Art der frühen Erinnerungen
Im frühen Kindesalter werden Erlebnisse meist nur als handlungsorientierte Erfahrungen oder sensorische Eindrücke enkodiert. Diese frühen Erinnerungen bestehen häufig aus fragmentierten Sinneseindrücken und Empfindungen, die sich später als schwer abrufbar herausstellen. Sie werden nicht im gleichen Format abgespeichert wie spätere Erinnerungen, die oft sprachlich und damit strukturierter sind. Aus diesem Grund sind die frühen Erinnerungen schwerer zugänglich: Sie wurden in einem anderen kognitiven Format gespeichert, das später nicht mit den später entwickelten Erinnerungsprozessen kompatibel ist.

### Psychoanalyse und Verdrängung
Sigmund Freud brachte die Kindheitsamnesie in Zusammenhang mit Verdrängungsprozessen, die in seiner psychoanalytischen Theorie eine zentrale Rolle spielen. Laut Freud liegt die Ursache der Kindheitsamnesie in der Verdrängung von besonders emotional aufgeladenen Erfahrungen, die in der frühen Kindheit gemacht wurden. Solche Erinnerungen, insbesondere die, die mit sexuellen oder aggressiven Impulsen verbunden sind, werden im Rahmen des Ödipuskomplexes und des damit verbundenen psychosexuellen Entwicklungsprozesses verdrängt. Diese Theorie legt nahe, dass das Unbewusste des Kindes Erinnerungen an solche Erfahrungen verdrängt, um die psychische Stabilität zu wahren.

### Die Entwicklung von Wissensstrukturen und die Schwierigkeiten des Abrufs
Ein weiterer Erklärungsansatz für die infantile Amnesie bezieht sich auf die Entwicklung von Wissensstrukturen, die notwendig sind, um Erfahrungen sinnvoll zu enkodieren und später abzurufen. Fivush und Hammond (1990) argumentieren, dass kleine Kinder noch keine klaren Rahmenstrukturen für das Erzählen von Ereignissen und das Bilden von Gedächtnisstrukturen besitzen. Sie sind zunächst darauf fokussiert, die Gemeinsamkeiten zwischen Ereignissen zu erkennen, anstatt sie als eigenständige, klar abgrenzbare Erinnerungen zu speichern. Dieser Mangel an strukturierten Gedächtnisrahmen erschwert später das Abrufen von Erinnerungen aus der frühen Kindheit. Dies führt dazu, dass viele frühe Erinnerungen eher als fragmentierte Eindrücke vorliegen, die das spätere Abrufen der vollständigen Erinnerung erschweren.

## Weitere mögliche Gründe
- Etwa ab dem 2. Lebensjahr entwickelt das Kleinkind eine eigenständige Persönlichkeit (es erkennt sich selbst im Spiegel). Seine Erfahrungen werden ab diesem Zeitpunkt als persönliche ICH-Erlebnisse abgespeichert (Ich, meine Hand, meine Mama …). Wenn das Ich-Bewusstsein voll ausgeprägt ist, erinnert man sich nicht mehr bewusst an frühere Erlebnisse, die nicht ICH-kodiert sind (da diese ohne ICH-Code im Gedächtnis abgespeichert sind). (Kinseher, 2008).